# Alfons Wotschitzky
Alfons Wotschitzky (* 10. November 1917 in Innsbruck; † 7. August 1969 in Mehrerau) war ein österreichischer Klassischer Archäologe.
Im Innsbrucker Stadtbezirk Wilten verbrachte Wotschitzky seine Kindheit und frühe Jugend. Hier fand er schon früh die ersten Münzen in der Umgebung des alten römischen Veldidena, bei dessen Erforschung er zwanzig Jahre später wertvolle Ausgrabungen machen sollte. Nach dem Besuch der Gymnasien in Innsbruck und Bregenz begann er mit dem Studium der Altphilologie und Archäologie an der Universität Innsbruck. Seine Lehrer waren Karl Jax, Albin Lesky und Heinrich Sitte. 1941 wurde er mit der Dissertation Die Grenzen des Archaismus promoviert und leistete danach bis 1942 Wehrdienst. Anschließend war er als Assistent tätig und habilitierte sich 1948 bei Otto Walter mit der Schrift Untersuchungen zur Frühgeschichte des korinthischen Baustils für Klassische Archäologie und erhielt 1951 ein Extraordinariat als Nachfolger von Otto Walter, der nach Wien wechselte. Das Ordinariat, das er zehn Jahre später erhielt, behielt er bis zu seinem unerwarteten Tod.
1948 war er bei Grabungen in Ostia Antica beteiligt und 1953 mit seinen Begleitern Karl Kromer und Karl Mang bei Untersuchungen der Elymerstadt Entella. Ebenfalls 1953 begann er zusammen mit Leonhard Franz und Osmund Menghin eine Notgrabung beim römischen Veldidena seiner Jugendzeit. Im Zuge dieser bis 1957 fortgesetzten Grabungen wurden ein Gräberfeld freigelegt und ein spätrömisches Kastell ausgegraben.

## Schriften (Auswahl)
- Die Kultur der Römer. VMA-Verlag, Wiesbaden 1979
- Die Kultur des klassischen Altertums. Akademische Verlagsgesellschaft Athenaion, Frankfurt (am Main) 1969
- Das antike Rom: Eine Einführung in das Wesen seiner monumentalen Kunst. F. Rauch, Innsbruck 1950
- Die antike Plastik und der humanistische Gedanke. F. Rauch, Innsbruck 1947
- Die Grenzen des Archaismus. 1941 (zugl. Dissertation, Innsbruck 1941)